# 신상초등학교
신상초등학교(新上初等學校)는 대한민국 경상북도 경산시 진량읍에 있었던 공립 초등학교이다. 위치 선정이 잘못되어 재학생들이 많이 거주하는 인근 아파트 단지 주민들의 요구로 폐교되었으며, 2008년 신설된 봉황초등학교로 통합되었다. 폐교 이후, 신상초등학교 자리에는 신상중학교가 2009년에 개교하였다.

## 연혁
- 1997년 3월 1일: 개교[2]
- 2008년 8월 31일: 폐교